# Xelloss
Xellos (ゼロス, Zerosu) és un personatge de ficció creat per l'escriptor japonès de novel·les fantàstiques Hajime Kanzaka per a la sèrie "Slayers". El seu nom japonès és ゼロス (ze-ro-su) encara que també respon a les variants de "Zeros", "Xeros", "Xellos", i el fandom li adjudica erròniament el cognom de "Metallium".
Xelloss és un mazoku (dimoni /monstre espiritual segons el folklore japonès) de rang elevat. El seu veritable ser és un con d'energia espiritual de color negre, però per poder manifestar-se en el pla físic sol adoptar la forma d'un sacerdot humà més o menys jove (diuen que no sembla tenir més de 20 anys quan en realitat resulta tenir més de 100.000) amb vestidures negres i cabell lila o porpra tallat a l'estil dels patges medievals. El personatge sol adoptar un somriure perpetu amb els ulls tancats, excepte ocasions especials on obre els ulls (sol ser quan apareix un gran perill), sent aquests de color ametista i amb la pupil·la esquinçada.
Xelloss és un dels personatges de "Slayers" més identificats amb el folklore japonès en una sèrie de reminiscències clarament occidentals. Segons la mitologia tradicional japonesa, és un “mazoku”; un dimoni espiritual de gran poder. També té els ulls violetes, com correspon a aquestes criatures, i sol adoptar un somriure perpètua amb els ulls tancats (tanupii), característica comuna dels esperits entremaliats que poden canviar de forma segons les necessitats. Aquestes característiques són també molt comuns en altres personatges d'anime amb aquest perfil.
Xelloss va ser creat per la bèstia “Zellas Metallium”, un dels 5 servents directes del rei mazoku Shabragnigdu, utilitzant tot el seu poder per crear un únic servidor que ostenta el títol de general-sacerdot (la resta dels alts mazokus van crear 2 servents directes, un general i un sacerdot) el que ho fa superior a qualsevol serf directe dels altres mazokus, fins i tot que els de Fibrizzo, el servent més poderós del rei mazoku "ull de robí". Per poder igualar el seu poder, un sacerdot i un general l'haurien d'atacar alhora, comenta ell en un dels capítols del manga.